# Дурины
 Дурины  — деревня в Афанасьевском районе Кировской области в составе Гординского сельского поселения.

## География
Расположена на расстоянии примерно 8 км по прямой на север-северо-запад от центра поселения села  Гордино на правобережье реки Кама.

## История
Известна с 1873 года как часть селения Кораблевское, в 1926 здесь (деревня Дуринская или Чераневы) хозяйств 22 и жителей 95, в 1950 27 и 85, в 1989 20 жителей. Современное название утвердилось с 1978 года.  

## Население
Постоянное население составляло 4 человека (русские 100%) в 2002 году, 4 в 2010.